# Hyllingen
Hyllingen är en sjö i Aneby kommun i Småland och ingår i Motala ströms huvudavrinningsområde. Sjön har en area på 0,0911 kvadratkilometer och ligger 162 meter över havet. Hyllingen ligger i Hyllingen Natura 2000-område. Sjön avvattnas av vattendraget Svartån.

## Delavrinningsområde
Hyllingen ingår i det delavrinningsområde (641372-144297) som SMHI kallar för Utloppet av Hyllingen. Avrinningsområdets medelhöjd är 186 meter över havet och ytan är 1,13 kvadratkilometer. Räknas de 14 delavrinningsområdena uppströms in blir den ackumulerade arean 318,39 kvadratkilometer. Svartån som avvattnar avrinningsområdet har biflödesordning 2, vilket innebär att vattnet flödar genom totalt 2 vattendrag innan det når havet efter 198 kilometer. Delavrinningsområdet består mestadels av skog (19 procent) och jordbruk (54 procent). Avrinningsområdet har 0,06 kvadratkilometer vattenytor vilket ger det en sjöprocent på 5,5 procent. Bebyggelsen i området täcker en yta av 0,06 kvadratkilometer eller 5 procent av avrinningsområdet.